# Oplismenus compositus
Oplismenus compositus är en gräsart som först beskrevs av Carl von Linné, och fick sitt nu gällande namn av Ambroise Marie François Joseph Palisot de Beauvois. Oplismenus compositus ingår i släktet Oplismenus och familjen gräs. Inga underarter finns listade i Catalogue of Life.

## Bildgalleri

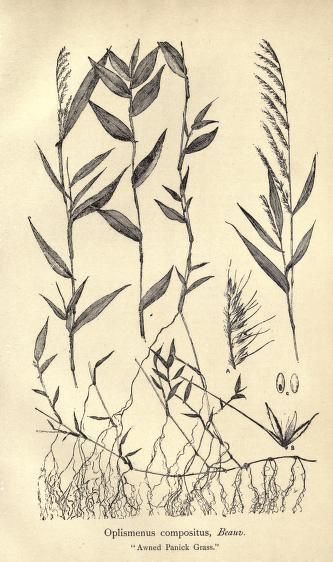